# Victor Fox (Jazzmusiker)

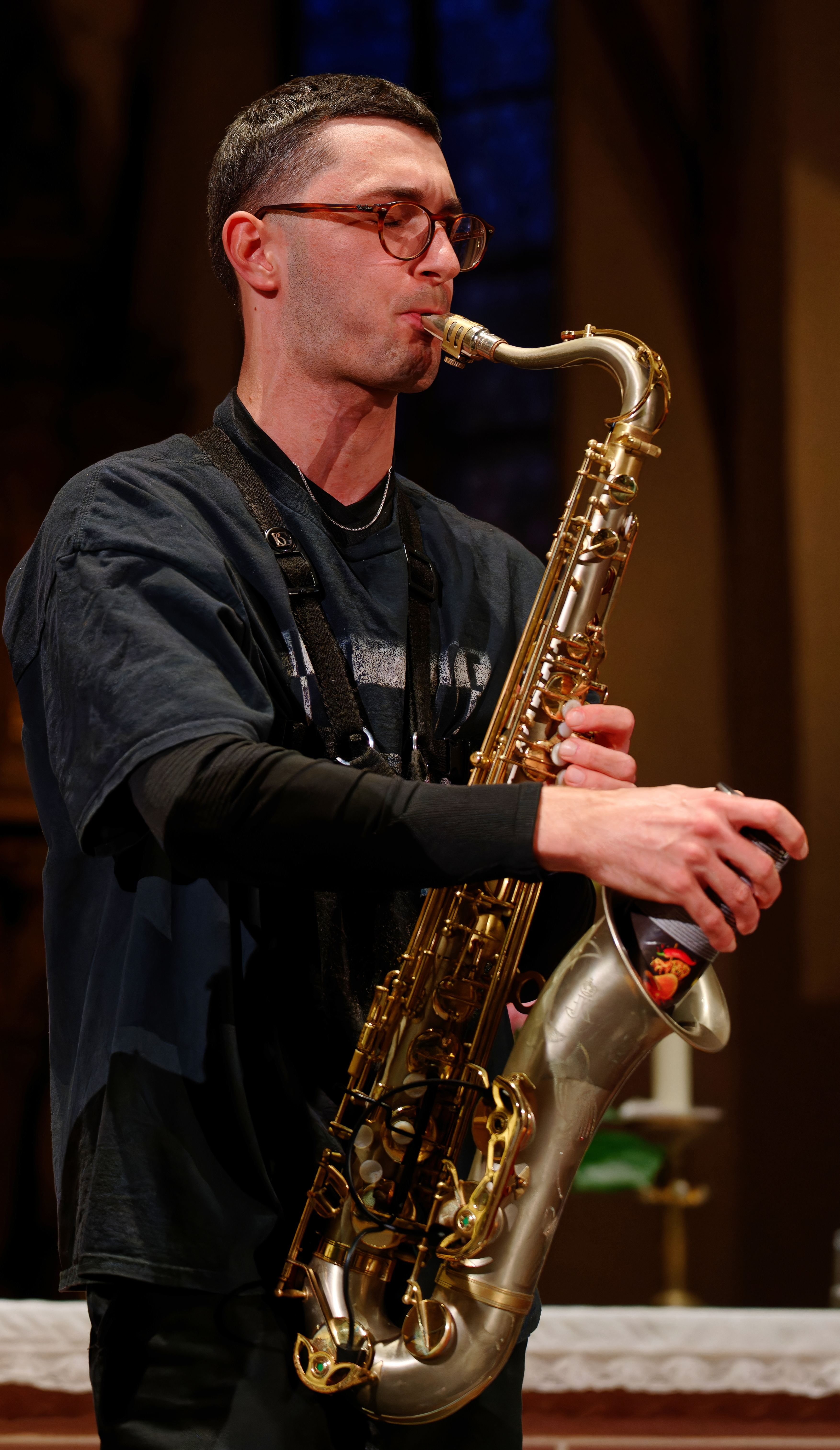
Victor Fox beim Konzert mit Roger Kintopf Structucture in der Stadtkirche Darmstadt 2024

Victor Fox (* 2000) ist ein deutscher Jazzmusiker (Tenorsaxophon, Bassklarinette, Komposition).

## Leben und Wirken
Fox, der in Seligenstadt aufwuchs, spielt seit seinem neunten Lebensjahr Saxophon; er wurde in der Bigband der Musikschule Seligenstadt ausgebildet und trat 2014 als Solist des Kammerorchesters der Stadtkapelle Seligenstadt auf. Von 2011 bis 2019 gehörte er zum Landesjugendjazzorchester Hessen. Zwischen 2016 und 2018 war Fox Mitglied des Bundesjazzorchesters als Erster Tenorsaxophonist, wo er laut Offenbach Post mit Abstand jüngster Musiker seit Gründung der Formation war. Mit dem Orchester tourte er 2017 durch Ecuador, Indien und England und ist auf dessen Alben Cuban Fire (2016), Verley uns Frieden (2018) und 30 Jahre Bundesjazzorchester dokumentiert. Fox studierte nach einem Jungstudium an der Universität Mainz bei Claudius Valk und wechselte dann an die Hochschule für Musik und Tanz Köln, um bei Frank Gratkowski zu studieren.
Von 2014 bis 2019 arbeitet Fox im Trio First Circle mit dem Bassisten Roger Kintopf und dem Schlagzeuger Felix Ambach. Das Trio gewann 2015 bei der Bundesbegegnung Jugend jazzt den Studiopreis des DLF und den Sonderpreis der UDJ für seine herausragenden Kompositionen. 2017 erschien nach ihrem ersten Album Conversations with the Unknown das Folgealbum GLÄÜÖ. In der Pascal Klewer Bigband trat er mit Peter Brötzmann, Evan Parker, Kit Downes, Pablo Held und Christian Lillinger auf und war an den Alben Chasing Memories (2019), Live at KHG (2023) und Live at Loft (2023) beteiligt. Weiterhin bildet er ein Duo mit Roger Kintopf und gehört auch zu dessen Quartett Structucture sowie zum Sextett von Mathieu Clement. Ferner spielte er im Daniel Oetz Salcines Quartett, in Maximilian Shaikh-Yousefs SH4iKH 9, im Quartett von Victor Gelling, im Multiple Joy(ce) Orchestra  und im Ensemble Nichts von Nachtigallen. Aus dem Quartett Feed the Rich mit Leandro Irarragorri am Klavier, Calvin Lennig am Bass und Finn Wiest am Schlagzeug entstand mit Julius van Rhee das Finn Wiest Quintett (Aurora).

## Preise und Auszeichnungen
Fox gewann Victor Fox 2014 den Musikwettbewerb der Sparkasse Langen Seligenstadt. Im gleichen Jahr wurde er Landessieger Hessen bei Jugend jazzt. 2015 gewann er mit dem Trio First Circle beim Bundeswettbewerb Jugend Jazzt den Preis des Deutschlandfunks sowie den Solistenpreis. 2018 wurde er Kulturförderpreisträger der Stadt Seligenstadt.  2021 gewann er mit der Band Structucture von Roger Kintopf beim Grand Prix d'Avignon.

## Diskographische Hinweise
- First Circle: GLÄÜÖ (Unit Records 2017, mit Roger Kintopf, Felix Ambach)
- Loaded! Solo EP (Bandcamp 2019)
- Roger Kintopf: Structucture (Double Moon Records 2020, mit Asger Nissen, Felix Ambach sowie Felix Hauptmann, Travis Reuter)[8]
- Kintopf/Fox: CELLZ (2020)
- Fox / Kaufmann / Kintopf / Berger: Cobra (Klaeng Records 2021)
- Breeezy: Mumble Jazz (Boomslang Records 2023 mit Asger Nisse, Tobias Fröhlich, Jan-Einar Groh)
- Roger Kintopf: Structucture II (ststs Records 2023, mit Asger Nissen und Felix Ambach)